# (516) Amherstia
(516) Amherstia es un asteroide perteneciente al cinturón de asteroides descubierto el 20 de septiembre de 1903 por Raymond Smith Dugan desde el observatorio de Heidelberg-Königstuhl, Alemania.
Está nombrado por el Amherst College, sitio donde estudió el descubridor.